# ميت الوسطى
ميت الوسطى إحدى قرى مركز الباجور التابع لمحافظة المنوفية في جمهورية مصر العربية.

## التاريخ
قرية ميت الوسطى من القرى القديمة، حيث وردت باسم «المنية الوسطى» في أعمال المنوفية ضمن قرى الروك الناصري التي أحصاها ابن الجيعان في كتاب «التحفة السنية بأسماء البلاد المصرية». وفي العصر العثماني وردت باسم «المنية الوسطى» في التربيع العثماني الذي أجراه الوالي العثماني سليمان باشا الخادم في عصر السلطان العثماني سليمان القانوني ضمن قرى ولاية المنوفية، وفي تاريخ 1228هـ/1813م الذي عدّ قرى مصر بعد المسح الذي قام به محمد علي باشا باسم «ميت الوسطى» ضمن قرى مديرية المنوفية.

## السكان
بلغ عدد سكان ميت الوسطى 6,401 نسمة، حسب الإحصاء الرسمي لعام 2006.